# Les Tribunes (Sant Pol de Mar)
Les Tribunes és un monument del municipi de Sant Pol de Mar (Maresme) inclòs en l'Inventari del Patrimoni Arquitectònic Català.

## Descripció
Casa modernista situada a un punt elevat de Sant Pol, al c/ Manzanillo, format per una sola façana de cases nobles amb jardí davanter i orientada cap a mar.
Fa cantonada i té quatre façanes, la principal mirant al mar. És de planta baixa rectangular, dos pisos i àtic, i coberta plana de rajol. La façana principal, malmesa durant els anys quaranta del segle XX amb la supressió d'una gran tribuna de ferro i vidre, conserva les finestres ovalades del segon pis, els arcs de les llindes, les formes ondulants del balcó del primer pis i la barana de ferro forjat. També hi ha petites rajoles vidriades de formes florals sobre les obertures. El color blanc dels murs amaguen l'aspecte originari de la casa, de maó vist intercalat amb paret blanca. L'àtic, de construcció recent, ocupa tres quartes parts del terrat.